# Eleri Smart
Eleri Smart (2 agosto 2001) è una sciatrice alpina canadese.

## Biografia
Originaria di Invermere e sorella di Amelia, a sua volta sciatrice alpina, Eleri Smart è attiva dal luglio del 2017 e ha esordito in Nor-Am Cup il 12 marzo 2018 a Kimberley in slalom speciale (27ª); non ha debuttato in Coppa del Mondo e non ha preso parte a rassegne olimpiche o iridate.

## Palmarès

### Nor-Am Cup
- Miglior piazzamento in classifica generale: 17ª nel 2024

### Campionati canadesi
- 3 medaglie:
  - 1 oro (slalom speciale nel 2023)
  - 1 argento (slalom gigante nel 2025)
  - 1 bronzo (slalom gigante nel 2023)